# Elvira Lindo
Elvira Lindo Garrido (Cádiz, 23 de Janeiro de 1962) é uma escritora e atriz espanhola.
Mudou-se para Madrid com 12 anos, onde estudou jornalismo na Universidade Complutense, em seguida, trabalhou para a Rádio Nacional de Espanha e várias publicações.
Mora em Nova Iorque com seu filho e seu marido, o escritor e acadêmico Antonio Muñoz Molina.

## Prêmios
- 1998: Premio Nacional de Literatura Infantil y Juvenil, Los trapos sucios de Manolito Gafotas
- 2005 XIX Premio Biblioteca Breve, Una palabra tuya.

## Obra

### Romances infantis

#### Manolito Gafotas
- 1994: Manolito Gafotas.
- 1995: ¡Cómo molo!.
- 1996: Pobre Manolito.
- 1997: Los trapos sucios de Manolito Gafotas.
- 1998: Manolito on the road.
- 1999: Yo y el imbécil.
- 2002: Manolito tiene un secreto.

### Romances
- 1998: El otro barrio.
- 2002: Algo más inesperado que la muerte.
- 2005: Una palabra tuya.
- 2010: Lo que me queda por vivir
- 2011: Lugares que no quiero compartir con nadie
- 2020: A corazón abierto

### Contos
- 1996: Olivia y la carta a los Reyes Magos.
- 1997: La abuela de Olivia se ha perdido.
- 1997: Olivia no quiere bañarse.
- 1997: Olivia no quiere ir al colegio.
- 1997: Olivia no sabe perder.
- 1997: Olivia y el fantasma.
- 1997: Olivia tiene cosas que hacer.
- 1999: Charanga y pandereta.
- 2000: Bolinga.
- 2000: Amigos del alma.

### Teatro
- 1996: La ley de la selva.
- 2004: La sorpresa del roscón.

### Roteiros
- 1998: Manolito Gafotas.
- 1998: La primera noche de mi vida.
- 2000: Ataque verbal.
- 2000: Plenilunio.
- 2000: El cielo abierto.
- 2008: Una palabra tuya.

### Ensaios
- 2000: Ser compañera, en: Ser mujer de Laura Freixas.
- 2001: Tinto de verano.
- 2002: Tinto de verano 2 : el mundo es un pañuelo; de Madrid a Nueva York.
- 2003: Otro verano contigo: Tinto de verano 3.
- 2011: Don de gentes
- 2015: Noches sin dormir
- 2018: 30 maneras de quitarse el sombrero

## Atriz
- 1998: La primera noche de mi vida
- 1999: Manolito Gafotas
- 1999: Plenilunio
- 1999: Ataque verbal
- 2000: El cielo abierto
- 2001: Sin vergüenza
- 2003: Planta 4ª
- 2004: Cachorro